# Sokolie
'Sokolie je horský vrchol o nadmořské výšce 1171 m a pojmenování části horského hřebene v severní části Kriváňské Malé Fatry.
Vrchol a hřeben tvoří skalnaté útvary. Tento masiv směřuje z jihozápadu na severovýchod a je dlouhý 4,5 km. Na severu masiv ukončují Tiesňavy a řeka Varínka, a rovněž hraničí s masivem Boboty. V nižších polohách tvoří masiv tmavě šedý vápenec, přičemž hlavní část masivu tvoří dolomity ze středního a vrchního triasu.
Dominantou celého masivu jsou erozí modelované skalní útvary. Ve formě věží a kazatelen se táhnou po hlavním hřebeni až ke Tiesňavám.

## Příroda
Sokolie je pokryto bukově-jedlovými porosty s výskytem borovice a tisu. Rostou zde i křoviny jako jeřáb muk, rybíz alpínský a lýkovec jedovatý. Z rostlinstva se v oblasti vyskytují zejména druhy rostoucí na skalním podloží, např.: dryádka osmiplátečná, tučnice alpská, dřípatka karpatská (endemit Západních Karpat), hořec Clusiův a prvosenka lysá. Ve skalách hnízdí orel skalní a sokol stěhovavý.
Celý masiv se nachází v NP Malá Fatra a jeho severovýchodní část patří do národní přírodní rezervaceTiesňavy.

## Turistika
Je oblíbeným místem pro pěší turistiku, zejména pro své skalnaté útvary a výhled na okolí. Přístup na vrchol je po modře značené turistické značce z místní části obce Terchová-Vyšné Kamence. Trasa pokračuje dále k soutěsce a řece Varínka. Po zeleně označené trase je hřeben přístupný i z Vrátné doliny. A po žlutě značené trase ze sedla Príslop.
Na jižním svahu ve Vrátné dolině se nachází Chata pod Sokolím a chaty Sokolí, kde je několik lyžařských sjezdovek.

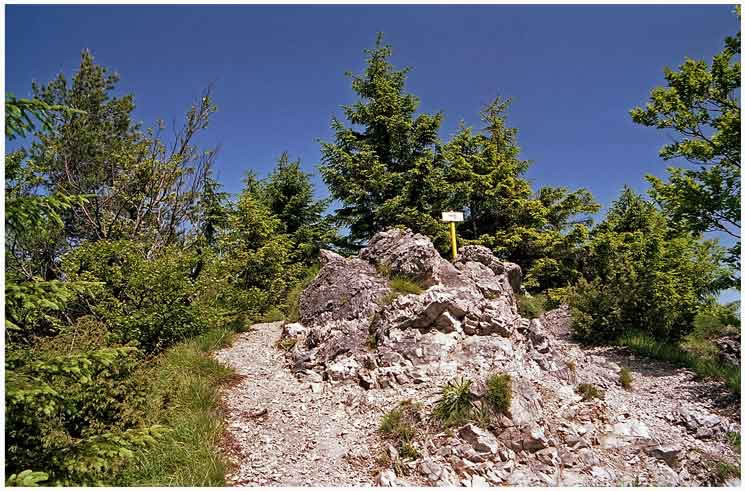
Vrchol Sokolie